# Biedermann Imre
Báró Biedermann Imre (Pécs, 1894. október 2. – Kistarcsa, 1953. január 9) magyar nagybirtokos, gazdasági szakember.

## Élete
A pécsi ciszterci főgimnáziumban érettségizett, majd a Darmstadtban folytatott elektronikai tanulmányokat. Első világháborúban 42 hónapot szolgált a fronton, kétszer megsebesült, szolgálataiért megkapta a hét legmagasabb rangú hadi kitüntetést. A háború után birtokán, Szentegáton mintagazdaságot hozott létre, ahol főleg állattenyésztéssel foglalkozott. Tagja volt Somogy és Baranya vármegye törvényhatóságának. Jelentős szerepet játszott pécsi karitatív szervezetek támogatásában. 1931 és 1935 között az Egységes Párt szigetvári képviselője volt.
1944-ben befogadott egy, a nácik által üldözött német bencés papot, Edmund Pontillert, amiért, valamint zsidó származása miatt koncentrációs táborba hurcolták. Hazatérte után Budapestre költözött, ahol 1949-ben a kommunista hatóságok letartóztatták, majd bebörtönözték. 1951-ben Kistarcsára internálták. A kistarcsai internálótáborban 1953. január 9-én meghalt.